# Castigo

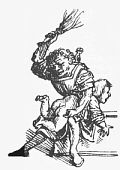
Desenho a caneta na margem de um livro de um artista desconhecido da Idade Média ou início do período moderno.

Um castigo é uma sanção usada para reprimir uma conduta considerada incorrecta. Os castigos podem ter carácter educativo (aplicados em casa e nas escolas), disciplinar ou judicial.
No caso das crianças e jovens os castigos podem dividir-se nos seguintes tipos:
- Castigos corporais
- Castigos restritivos
- Castigos impositivos